# Білолуцька селищна територіальна громада
Білолуцька селищна територіальна громада — територіальна громада в Україні, в Старобільському районі Луганської області, з адміністративним центром в селищі Білолуцьк.

## Загальна інформація
Площа громади — 644 кв. км, населення — 9 786, з них: міське — 3 772, сільське — 6 014.

## Населені пункти
До складу громади входять 2 селища (Білолуцьк, Зелений Гай) та 16 сіл (Березівка, Залісне, Козлове, Костянтинівка, Кубань, Литвинове, Можняківка, Новобіла, Павленкове, Пелагіївка, Світле, Синельникове, Соснівка, Танюшівка, Трембачеве, Шапран).

## Історія
Утворена шляхом об'єднання Білолуцької селищної та Козлівської, Можняківської, Новобілянської, Павленківської, Танюшівської сільських рад Новопсковського району.